# Hoofdstelling van de algebra
De hoofdstelling van de algebra, een belangrijke stelling binnen de wiskunde, houdt in dat elke niet constante polynoom in één variabele met coëfficiënten die geheel, rationaal, reëel of complex zijn, ten minste één complex nulpunt heeft. Anders gezegd is het lichaam of veld van de complexe getallen {\displaystyle \mathbb {C} } algebraïsch gesloten.
De stelling houdt tevens in dat elk polynoom in één variabele
{\displaystyle a_{0}+a_{1}x+a_{2}x^{2}+...+a_{n}x^{n}}, met {\displaystyle a_{n}\neq 0},
van de graad {\displaystyle n} over {\displaystyle \mathbb {C} } in precies {\displaystyle n} factoren kan worden ontbonden:
{\displaystyle a_{n}(x-b_{1})\cdot (x-b_{2})\cdot \ldots \cdot (x-b_{n})}
Als een m-voudig nulpunt van een polynoom {\displaystyle m} keer wordt meegeteld, heeft die polynoom in het complexe vlak dus {\displaystyle n} nulpunten.
Ondanks de naam is er geen zuiver algebraïsch bewijs van de hoofdstelling bekend en vele wiskundigen zijn van mening dat zo'n bewijs ook niet bestaat. Bovendien is de stelling ook niet fundamenteel in de moderne algebra: de naam werd gegeven in een tijd toen algebra zich beperkte tot het oplossen van polynomiale vergelijkingen met reële of complexe coëfficiënten.

## Wortels
De getallen {\displaystyle b_{1},b_{2},\ldots ,b_{n}} heten de wortels of nulpunten van het polynoom. Het aantal wortels is dus gelijk aan de graad van het polynoom, zij het dat sommige wortels kunnen samenvallen. We spreken in dat geval van meervoudige wortels.
Als het polynoom reëel is, dat wil zeggen dat alle {\displaystyle a_{k}} reële getallen zijn, komen alle niet-reële wortels voor als geconjugeerde paren, dus met {\displaystyle z} is dan ook de geconjugeerde z een wortel van de polynomiale vergelijking. Reële polynomen van een oneven graad hebben dientengevolge altijd minstens één reële wortel.
Als de coëfficiënten van het polynoom reëel, positief en afnemend zijn, {\displaystyle a_{0}>a_{1}>\ldots >a_{i}>\ldots >a_{n}>0}, liggen de wortels binnen de eenheidscirkel in het complexe vlak. 

## Geschiedenis
Peter Rothe, of Petrus Roth, schreef in zijn boek Arithmetica Philosophica, gepubliceerd in 1608, dat een vergelijking, waarin een polynoom van graad {\displaystyle n} aan 0 gelijk wordt gesteld en met reële coëfficiënten, {\displaystyle n} oplossingen zou kunnen hebben. Albert Girard schreef in 1629 in zijn boek L'invention nouvelle en l'Algèbre, dat zo'n vergelijking precies {\displaystyle n} oplossingen heeft, maar hij stelde niet dat dit reële getallen moesten zijn. Bovendien voegde hij eraan toe dat zijn stelling opgaat, tenzij de vergelijking incompleet is, waarmee hij bedoelde dat geen enkele coëfficiënt gelijk mag zijn aan 0. Uit zijn uitleg in detail blijkt echter dat hij gelooft dat zijn stelling altijd opgaat. Hij laat bijvoorbeeld zien dat de vergelijking
{\displaystyle x^{4}=4x-3},
hoewel incompleet, vier oplossingen heeft. Hij telt de dubbele wortels mee: het meervoudige nulpunt 1 twee keer, en de nulpunten {\displaystyle -1+i{\sqrt {2}}} en {\displaystyle -1-i{\sqrt {2}}.}

#### Euler
In 1702 beweerde Leibniz dat polynomen van het type
{\displaystyle x^{4}+a^{4}},
met {\displaystyle a} reëel en verschillend van 0, niet op zo'n manier konden worden geschreven. Ook Nikolaus Bernoulli beweerde hetzelfde met betrekking tot het polynoom
{\displaystyle x^{4}-4x^{3}+2x^{2}+4x+4}.
Bernoulli kreeg in 1742 een brief van Euler met de volgende oplossing
{\displaystyle (x^{2}-(2+\alpha )x+1+{\sqrt {7\ }}+\alpha )(x^{2}-(2-\alpha )x+1+{\sqrt {7\ }}-\alpha )}
waarin {\displaystyle \alpha } de vierkantswortel van {\displaystyle 4+2{\sqrt {7}}} is.
Euler heeft ook gevonden dat
{\displaystyle x^{4}+a^{4}=(x^{2}+a{\sqrt {2\ }}\cdot x+a^{2})(x^{2}-a{\sqrt {2\ }}\cdot x+a^{2})}
In 1746 deed d'Alembert een eerste poging de stelling te bewijzen, maar zijn bewijs was onvolledig. Naast andere problemen, veronderstelde zijn bewijs impliciet een stelling, nu bekend als de stelling van Puiseux, die pas een eeuw later zou worden bewezen. Andere pogingen werden gedaan door Euler zelf, in 1749, de Foncenex 1759, Lagrange 1772 en Laplace 1795. Deze laatste vier pogingen veronderstelden impliciet de stelling van Girard. Om preciezer te zijn werd het bestaan van de oplossingen aangenomen. Het enige dat werd aangetoond was dat die van de vorm {\displaystyle a+bi} waren met {\displaystyle a} en {\displaystyle b} reëel. In moderne terminologie stelden Euler, de Foncenex, Lagrange en Laplace bij iedere polynoom een splijtlichaam te definiëren.
Aan het einde van de 18de eeuw werden er twee nieuwe bewijzen gepubliceerd, die niet uitgingen van het bestaan van de wortels. Een van deze, het voornamelijk algebraïsche bewijs van James Wood, werd in 1798 gepubliceerd, maar werd volledig genegeerd. Later bleek dat Woods bewijs toch een fout in de algebra bevatte. Het andere bewijs werd in 1799 door Gauss gepubliceerd en was vooral meetkundig van aard, maar in dit bewijs was er een fout in de topologie. Een volgend bewijs werd in 1806 gepubliceerd door Argand. Het was ook Argand die de fundamentele hoofdstelling van de algebra voor het eerst formuleerde voor polynomen met complexe coëfficiënten, in plaats van alleen reële coëfficiënten. Gauss kwam in 1816 met twee andere bewijzen en in 1849, vijftig jaar later, met een nieuwere versie van zijn oorspronkelijke bewijs uit 1799.
Het eerste leerboek met een bewijs van de stelling was Cauchy's Cours d'analyse de l'École Royale Polytechnique, uit 1821. Het bevatte Argands bewijs, maar dat vermeldde Cauchy niet.
Geen enkele van de tot nu toe genoemde bewijzen zijn constructief. Het was Weierstrass die voor het eerst, in het midden van de 19e eeuw, het probleem van het vinden van een constructieve bewijs van de fundamentele hoofdstelling van de algebra aansneed. Hij presenteerde in 1891 zijn oplossing, die in de moderne terminologie neerkomt op een combinatie van de Durand-Kerner methode en het homotopisch voortzettings principe. Een ander bewijs van dit type werd in 1940 verkregen door Hellmuth Kneser en in 1981 door zijn zoon Martin Kneser vereenvoudigd.

## Bewijsmethode
Het bewijs van de hoofdstelling is noodzakelijkerwijs niet zuiver algebraïsch, maar moet op één of andere manier gebruikmaken van de bijzondere eigenschappen van de complexe getallen. De kern van het bewijs bestaat erin met behulp van de functietheorie aan te tonen dat ieder niet-constante complexe polynoom {\displaystyle f(x)} een nulpunt heeft.
Op hoofdlijnen loopt het bewijs uit het ongerijmde als volgt. Stel dat het complexe polynoom {\displaystyle x\mapsto f(x)} geen nulpunten heeft. Dan heeft {\displaystyle |f(x)|}, een minimum groter dan nul. Hieruit volgt dat {\displaystyle 1/f(x)} een begrensde analytische functie is waarvan het domein het hele complexe vlak omvat. Met behulp van de stelling van Liouville volgt nu dat {\displaystyle 1/f}, en dus ook {\displaystyle f}, constant is.

## Polynomen met reële coëfficiënten
De hoofdstelling van de algebra impliceert dat ieder niet-constante polynoom met reële coëfficiënten kan worden geschreven als een product van factoren met reële coëfficiënten en van hooguit de tweede graad.
Dit is als volgt in te zien. 
1. Met behulp van de algemene formule {\displaystyle {\overline {z^{m}}}={\overline {z}}^{m}} voor de complex geconjugeerde is het volgende aantoonbaar: als {\displaystyle w} een wortel is van een {\displaystyle n}-de graads polynoom met reële coëfficiënten, is ook {\displaystyle {\overline {w}}} een wortel van dat polynoom.
2. Als {\displaystyle w} een complexe wortel is, dus {\displaystyle {\rm {Im}}(w)\neq 0}, is volgens de hoofdstelling van de algebra de {\displaystyle n}-de graads polynoom deelbaar door {\displaystyle (x-w)(x-{\overline {w}})}.
3. Vanwege {\displaystyle (x-w)(x-{\overline {w}})=x^{2}-(w+{\overline {w}})x+w{\overline {w}}=x^{2}-2\,{\rm {Re}}(w)x+|w|^{2}} is dit een tweedegraadspolynoom met reële coëfficiënten.